# ヨルン・パウル・テセリン
ヨルン・パウル・テセリン（Jeroen Paul Thesseling、1971年4月13日 - ）は、オランダ出身のミュージシャン（ベーシスト）。主にヘヴィメタルとジャズ・フュージョンの分野で活動しており、特にドイツのテクニカルデスメタルバンド・オブスキュラ (Obscura)、オランダのテクニカルデスメタルバンド・ペスティレンス (Pestilence)、オランダ/キューバ混成グループのサラザール・トリオ (Salazh Trio)のメンバーとして著名。
ワーウィックとエンドーズ契約を結んでおり、同社カスタムショップの7弦ベースであるThumb NT7のフレットレスベースモデルを主に使用している。

## 略歴

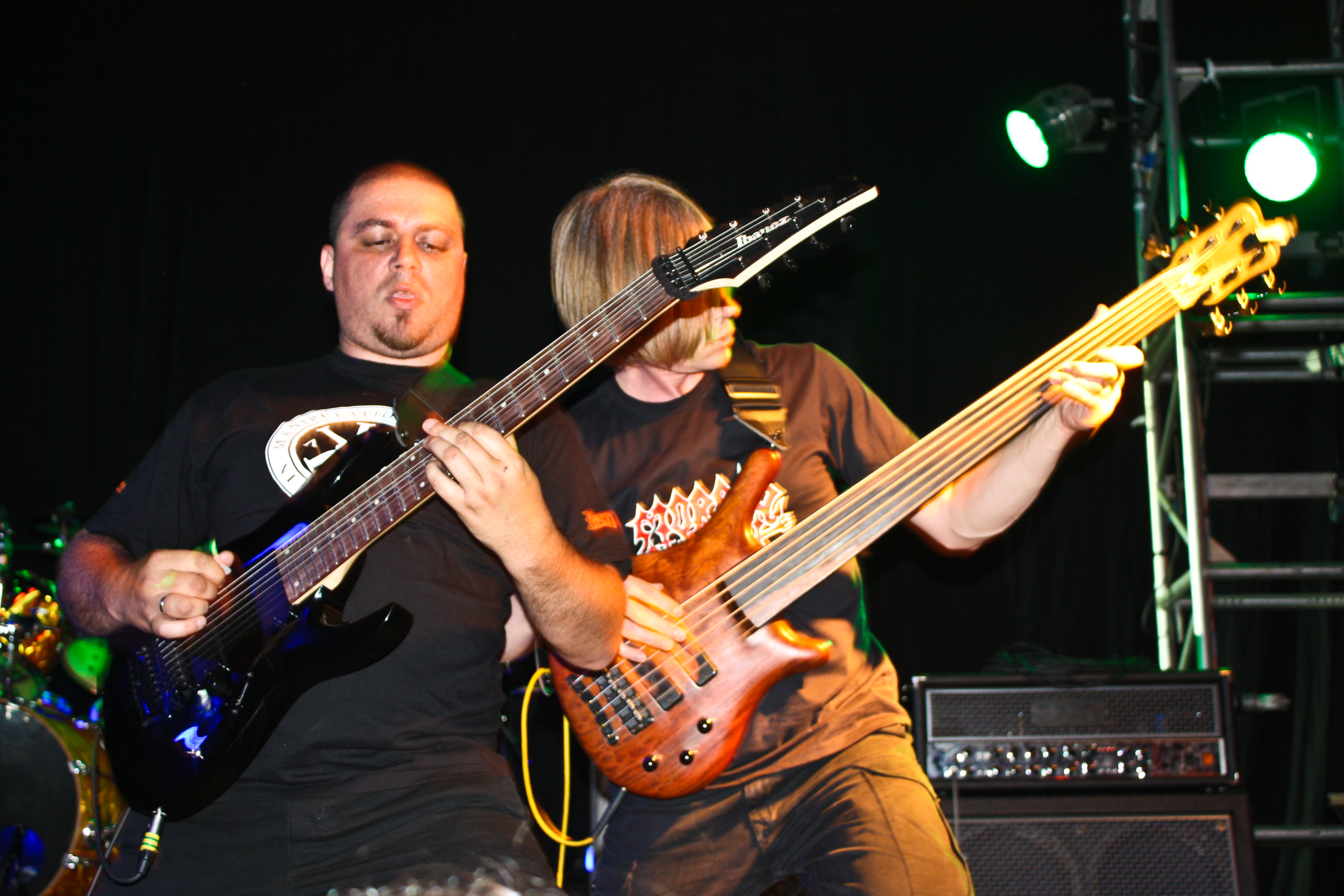
ペスティレンスのライヴ。左はパトリック・マメリ (Vo,G)。2011年撮影。

テセリンは7歳の時にヴァイオリンを習い始め、楽器の演奏を始めた。ベースに触れたのは、1988年にオランダ・エンスヘデのアートEZ芸術学校に入学してからである。1992年に、エンスヘデ出身のテクニカルデスメタルバンド・ペスティレンス (Pestilence)にベーシストとして加入、4thアルバム『Spheres』（1994年）に参加した。ペスティレンスは、1994年に解散している。1995年からは、微分音の研究を始め、その結果、1999年に「Hafnium」、「Argon」が残されている。この時期に続いて、アラビアの微分音と現代音楽に触発されたテセリンは、フレットレスベースを主に使用する様になった。2005年に、スタジオ・グループのアンサンブル・サラザール (Ensemble Salazhar)の作品に参加した。この時録音したデモテープ『Colors』は、メンバーが高品質な作品であると認めていたものの、公式にリリースされることはなかった。2007年から2011年の間、ドイツのテクニカルデスメタルバンド・オブスキュラ (Obscura)に加入しており、2ndアルバム『Cosmogenesis』（2009年）と3rdアルバム『Omnivium』（2011年）に参加した。また、2008年にペスティレンスが14年ぶりに再始動され、2009年よりテセリンもペスティレンスに再加入、15年ぶりにペスティレンスに参加した。6thアルバム『Doctrine』（2011年）に参加したが、2011年に再度脱退している。また、この時期までは6弦フレットレスベースを使用していたがこの年からドイツのワーウィック製の7弦フレットレスベースを使用するようになった。2014年後半、かつてテセリンが参加したアンサンブル・サラザールのピアニスト、ハンス・フロテンブレグと共にジャズ・フュージョングループであるサラザール・トリオを創設し、最終的にキューバの著名なドラマー、オラシオ・エルナンデスが加入し、ラインナップが完成した。このグループは、2017年12月に1stアルバム『Circulations』をリリースした。2019年10月には、フュージョン/ワールド/メタルを標榜するグループ・クアッドヴィウム (Quadvium)を同じベーシストのスティーヴ・ディ・ジョルジオと共に立ち上げた。2020年4月末、オブスキュラに9年ぶりに再加入することが発表された。更に、同年11月にはイタリアのプログレッシヴデスメタルバンド・サディスト (Sadist)に加入したことが発表された。

## 使用機材

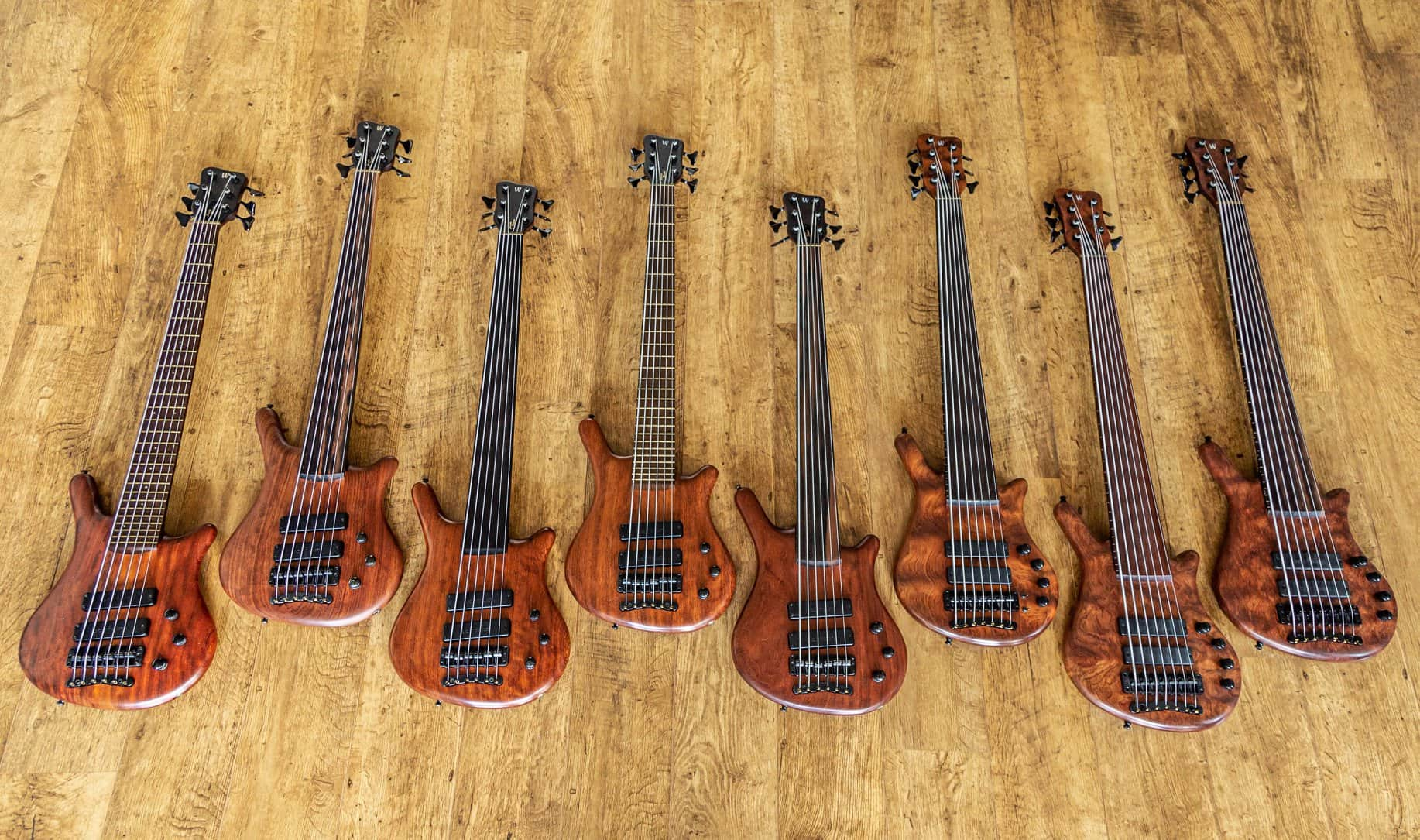
Warwick Thumb NT collection Jeroen Paul Thesseling

Warwick 7弦ベース（カスタムショップ）
- Warwick Thumb NT7 fretless Ebony fingerboard (2017)
- Warwick Thumb NT7 fretless Snakewood fingerboard (2013)
- Warwick Thumb NT7 fretless Ebony fingerboard (2011)

Warwick 6弦ベース
- Warwick Thumb NT6 fretless Macassar Ebony fingerboard (1993)
- Warwick Thumb NT6 fretless Ebony fingerboard (1991)
- Warwick Thumb NT6 Wenge fretboard (1991)
- Warwick Thumb NT6 fretless Asian Ebony fingerboard (1989)
- Warwick Thumb NT6 Wenge fretboard (1989)

ライブ増幅
- Warwick LWA 1000, WCA 115 CE LW cab, WCA 115 CE LW cab (左)
- Warwick LWA 1000, WCA 115 CE LW cab, WCA 115 CE LW cab (正しい)

レコーディング用機材
- Phoenix Audio DRSQ4 MkII dual channel preamp
- Aurora Audio GTQ2 MkIII dual channel preamp

## ディスコグラフィ

### スタジオアルバム
- Sadist - Firescorched (2022, Agonia Records)
- Obscura - A Valediaction (2021, Nuclear Blast)
- Salazh Trio – Circulations (2017, Salazh Trio)
- Obscura – Omnivium (2011, Relapse Records)
- Pestilence – Doctrine (2011, Mascot Records)
- MaYaN – Quarterpast (2011, Nuclear Blast)
- Obscura – Cosmogenesis (2009, Relapse Records)
- Pestilence – Spheres (1993, Roadrunner Records)

### ライヴアルバム
- Pestilence – Presence of the Past (2015, Marquee Records)

### コンピレーションアルバム
- Pestilence – Twisted Truth (2020, Warner Music Group)
- Pestilence – Prophetic Revelations (2018, Hammerheart Records)
- Pestilence – Reflections of the Mind (2016, Vic Records)
- Lange Frans – Levenslied (2012, TopNotch)
- Pestilence – Mind Reflections (1994, Roadrunner Records)

## ビデオグラフィー

### 公式ミュージックビデオ
- Obscura - When Stars Collide (2021)
- Obscura - Devoured Usurper (2021)
- Obscura - A Valediction (2021)
- Obscura - Solaris (2021)
- Obscura – Anticosmic Overload (2009)
- Pestilence – Mind Reflections (1993)